# Таки Павловски
Таки М. Павловски е известен художник от Северна Македония.

## Биография
Павловски е роден в костурското село Желин (на гръцки Хилиодендро), Гърция. По време на Гражданската война в Гърция е изведен от страната в групата на така наречените деца бежанци. Емигрира в Югославия, където завършва сценография в Академията за приложни изкуства в Белград. Член е на Дружеството на художниците на Македония от 1967 година.
Преподава в Художествения факултет на Скопския университет. Павловски има много изложби в Северна Македония, България и други страни. Носител е на много награди за творчество.
Умира на 18 май 2023 година.